# Station Huntlosen
Station Huntlosen (Bahnhof Huntlosen) is een spoorwegstation in Huntlosen, een plaats in de Duitse gemeente Großenkneten, in de deelstaat Nedersaksen. Het station ligt aan de spoorlijn Oldenburg - Osnabrück. Het station telt twee perronsporen. Op het station stoppen alleen treinen van de NordWestBahn.

## Treinverbindingen
De volgende treinserie doet station Huntlosen aan:
| Serie | Treinsoort                      | Route                                                                                         | Bijzonderheden |
| ----- | ------------------------------- | --------------------------------------------------------------------------------------------- | -------------- |
| RE 18 | Regional-Express (NordWestBahn) | Wilhelmshaven Hbf – Oldenburg (Oldb) Hbf – Huntlosen – Cloppenburg – Bramsche – Osnabrück Hbf |                |